# Krakow am See
Krakow am See là một đô thị thuộc huyện Rostock (trước thuộc huyện huyện Güstrow), trong bang Mecklenburg-Western Pomerania, Đức.Krakow am See có diện tích 87,07 km2, dân số cuối năm 2006 là 3530 người.
Đô thị này có cự ly 18 km về phía đông nam của Güstrow bên hồ Krakower.

## Thư viện ảnh

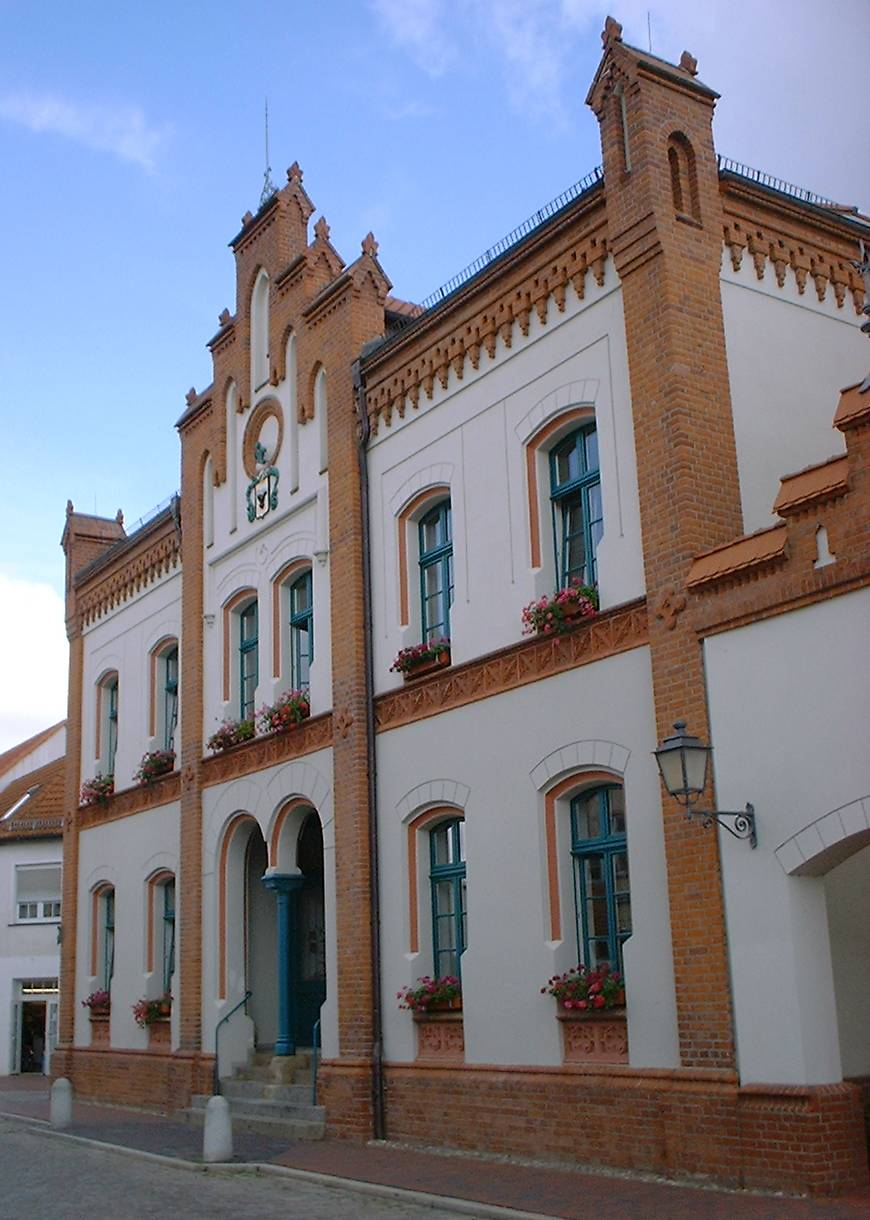
Rathaus
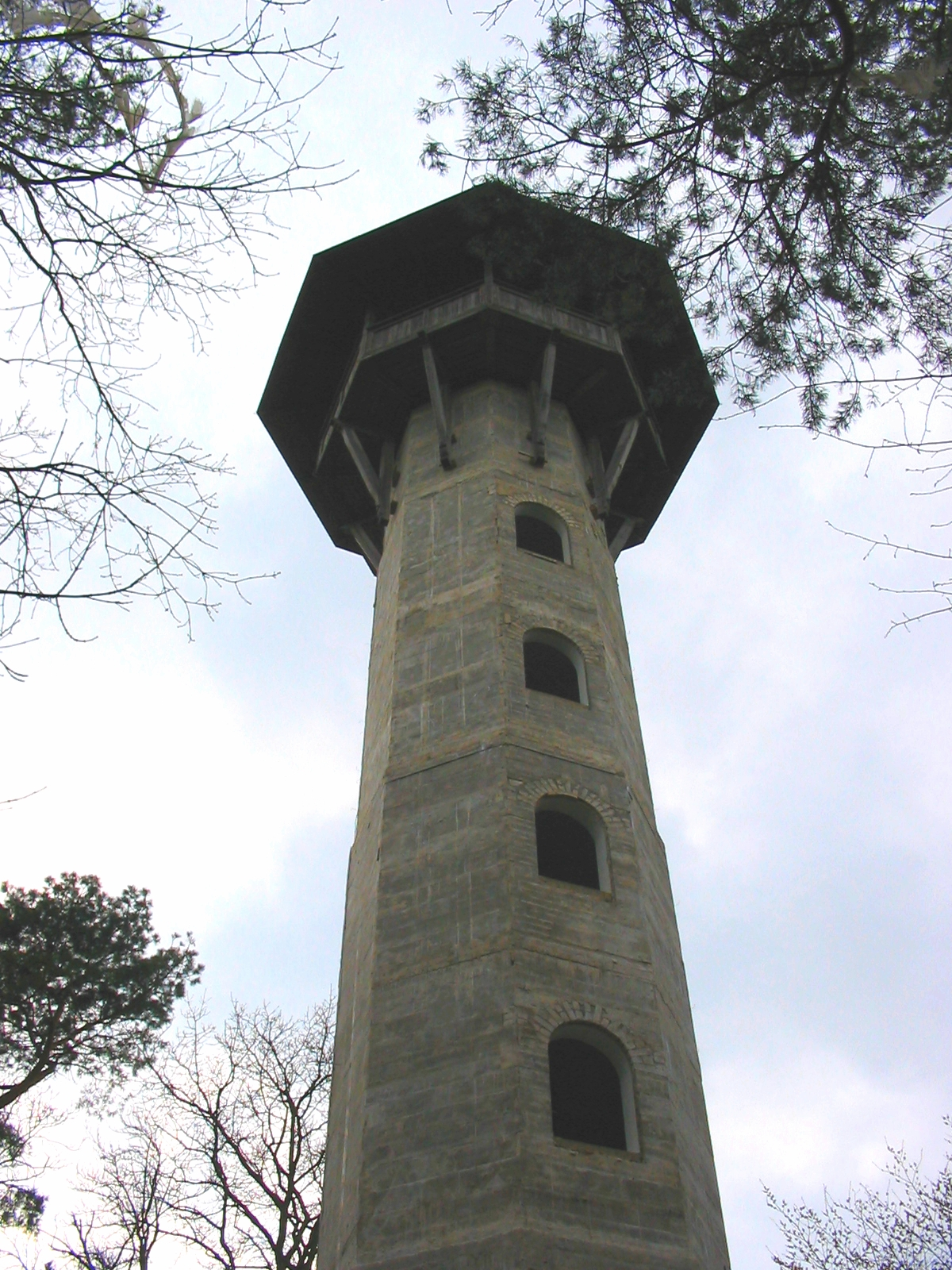
Aussichtsturm auf dem Jörnberg
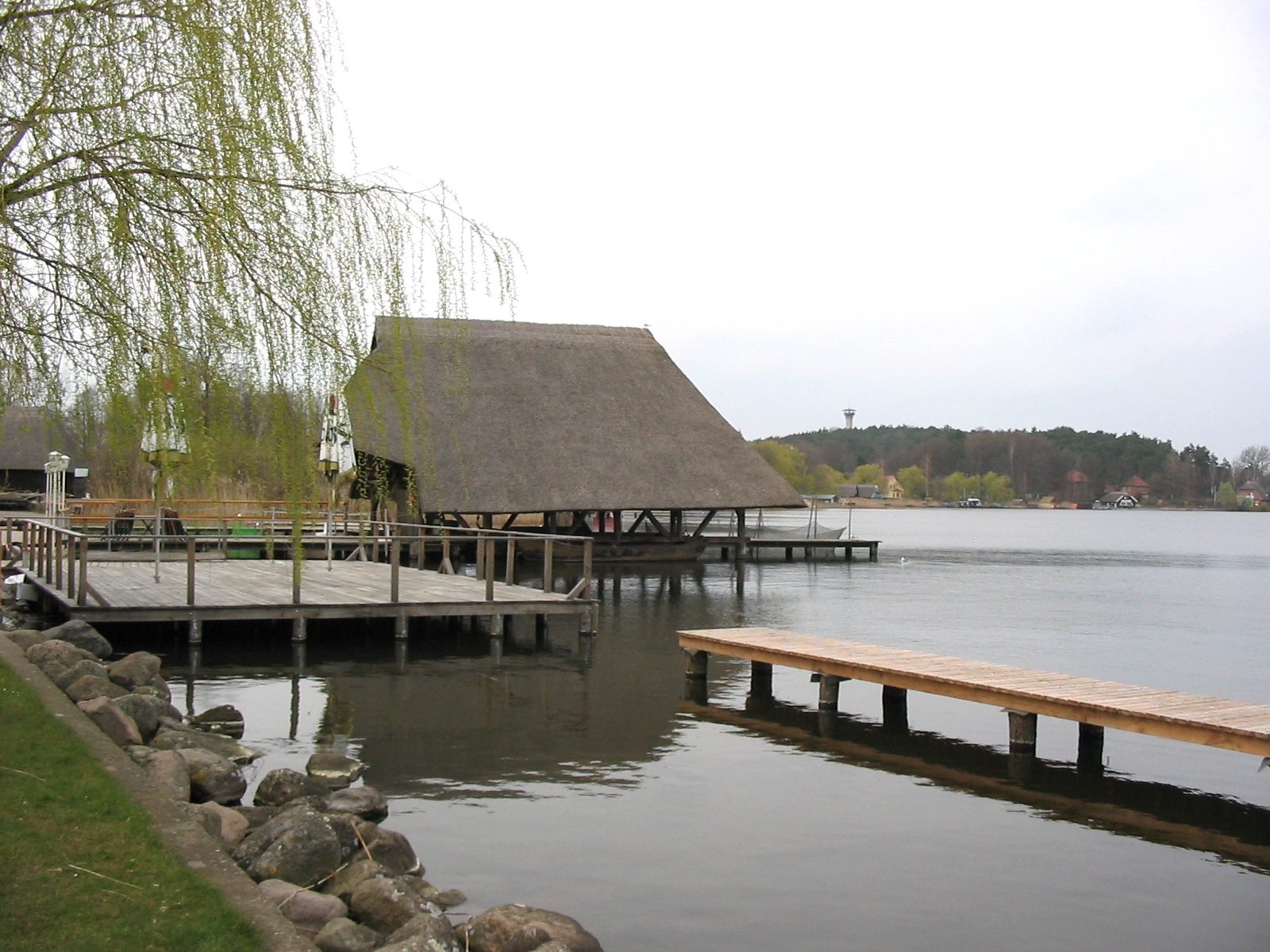
de:Krakower See
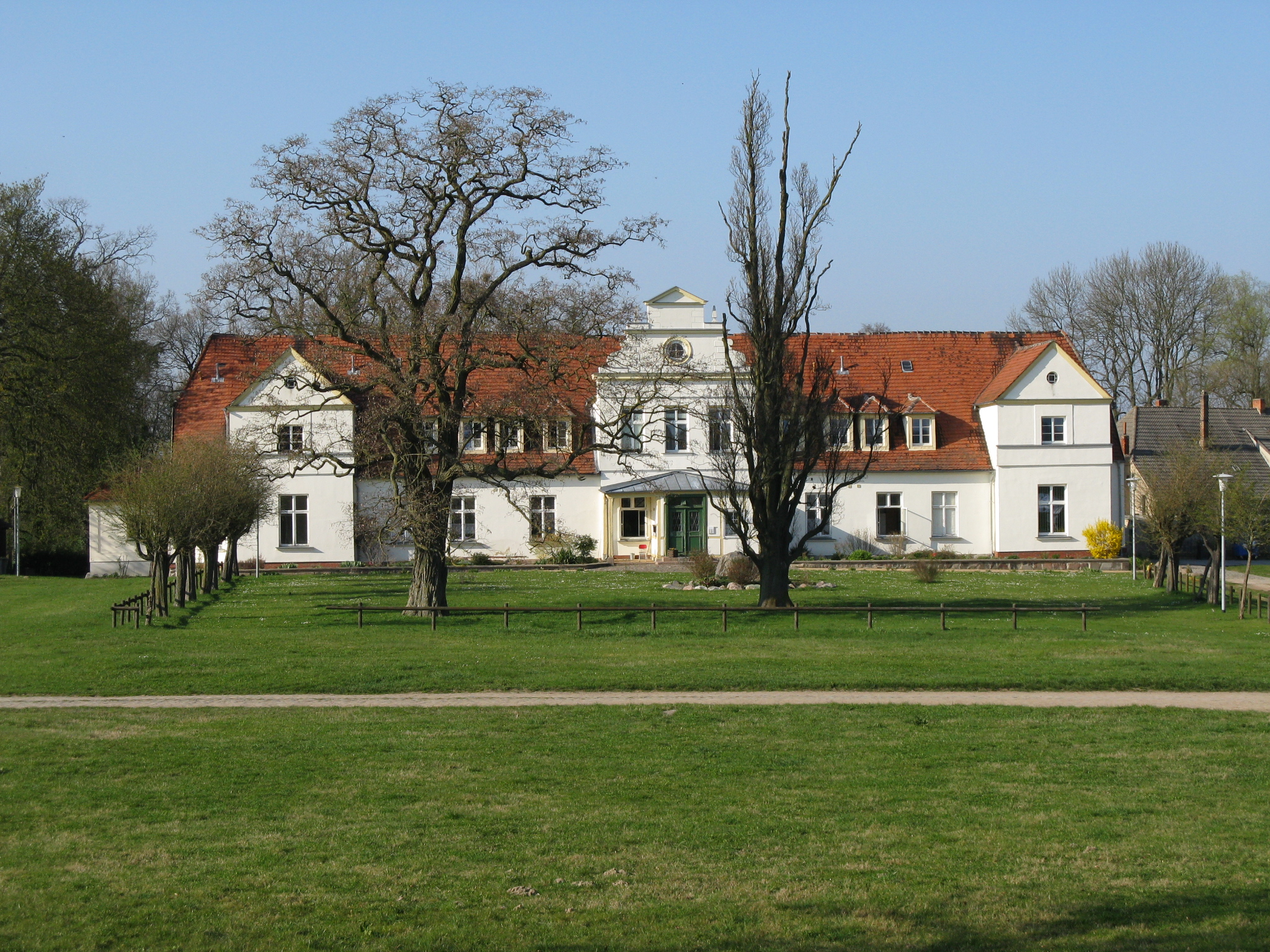
Gutshaus Groß Grabow